# مجموعة سويند
مجموعة سويند (بالإنجليزية: Sowind Group) هي شركة سويسرية للساعات الفاخرة أسسها لويجي ماكالوسو ويرأسها فرانسوا هنري بينو منذ يوليو 2011. كيرينغ هي المساهم الأكبر (50,1٪ من الأسهم، وتحتفظ عائلة ماكالوسو بحصة 49,9٪ من رأس المال). عُيّنَ ميشيل صوفيستي في منصب الرئيس التنفيذي لمجموعة سويند في أغسطس 2011.

## الشراكة مع كيرينغ
في يونيو 2008، أعلنت مجموعة سويند وكيرينغ توقيع شراكة إستراتيجية على المدى الطويل. وبموجب الشراكة، امتلكت كيرينغ حصة 23٪ في مجموعة سويند، مع إمكانية زيادة حصتها بموجب شروط اتفاقية المساهمين. في يوليو 2011، أصبحت كيرينغ المساهم الرئيسي في المجموعة سويند.

## روابط خارجية
- تاريخ جيرارد بيريجو نسخة محفوظة 29 أكتوبر 2007 على موقع واي باك مشين.
- الموقع الإلكتروني لمؤسسة الساعات الفاخرة
- موقع مجموعة غوتشي
- موقع بوشرون
- موقع مؤسسة الساعات الفاخرة
- الموقع الإلكتروني لمؤسسة الساعات الفاخرة